# Леопардовая лягушка
Леопардовая лягушка (лат. Lithobates pipiens) — вид бесхвостых земноводных из семейства настоящие лягушки, обитающий на значительной территории Канады и США.
Общая длина тела достигает 7,5—11 см. Голова среднего размера. Туловище немного вытянутое. От глаза к кончику туловища проходят симметричные складки светлого цвета. Окраска тела разных оттенков зелёного или коричневого цвета с большими, тёмными, круглыми пятнами на спине, боках и ногах, чем напоминает шкуру леопарда. Подобно другим американским лягушкам, не имеет тёмного височного пятна, проходящего через барабанную перепонку. Брюхо белого или бледно-зелёного цвета.
Предпочитает долины рек, болота, пруды, междуречья. Встречается на высоте до 3000-3350 м над уровнем моря. Довольно подвижное, проворное животное. Менее требовательна к влажности в отличие от других лягушек. Вместе с тем предпочитает высокие температуры. Ведёт наземный образ жизни. В желудках леопардовых лягушек 15 % объема пищи составляют личинки чешуекрылых, 9 % — улитки, 4 % — мокриц. Известны случаи нахождения в её желудке летучих мышей.
Летом в хорошую погоду леопардовые лягушки обычно 95 % времени суток остаются в своих укрытиях, некоторые держатся там более 24 часов и даже до 5 суток. Передвижение их по индивидуальным участкам обычно не превышает 5—10 м. Такие передвижения происходят в любое время суток, но почти 2/3 общего расстояния проходят в темноте. Во время ночных дождей лягушки иногда совершают значительные перемещения, проходя при этом 100—160 м. С рассветом миграции прекращаются, но могут продолжаться следующей ночью. Одна лягушка за две ночи прошла 240 м. При сильных продолжительных дождях почти вся популяция лягушек мигрирует.
Спаривание и размножение происходит в марте—июне. Самки откладывают до 6500 яиц. Метаморфоз происходит в первой половине июля, продолжается 70—110 суток.